# Szentmihályi János
Szentmihályi János, 1925-ig Schreyer (Budapest, 1908. július 23. – Székesfehérvár, 1981. december 18.) könyvtáros, bibliográfus, műfordító, Schreyer Jakab ügyvéd, jogi szakíró unokája és Zwack József szeszgyáros dédunokája.

## Élete
Schreyer Jenő (1875–1924) ügyvéd és Strauss Katalin (1884–1976) gyermekeként született zsidó családban. Szülei 1916-ban elváltak. Felsőfokú tanulmányait a Budapesti Tudományegyetem jogi karán végezte, ahol 1931-ben szerzett oklevelet. Közben a 8 Órai Újság törvényszéki tudósítója volt. 1931–1932-ben Londonban tanult tovább, majd hazatérve 1935-től bankhivatalnokként helyezkedett el Debrecenben. Munkatársa volt a Debreceni Független Szemle, valamint a Tiszántúli Független Újság című lapoknak, ahol elsősorban zenekritikusként szerzett elismerést. 1939-ben elbocsátották állásából, ezért a fővárosba költözött, ahol angol nyelvet oktatott, illetve szépirodalmi műveket fordított magyarra. 1943-ban zsidó származása miatt munkaszolgálatra került, s ugyanabban az évben az illegális kommunista párt tagja lett. A párt megbízásából közreműködött a baloldali Codex Kiadó munkájában. 1944-ben Debrecenben az Ideiglenes Nemzeti Kormány Vallás- és Közoktatásügyi Minisztériumának tisztviselője volt. 1945-től közel két éven át a Magyar Kommunista Párt agitációs-propaganda osztályán dolgozott. 1947–49 között a Vallás- és Közoktatásügyi Minisztérium főosztályvezető-helyetteseként, majd főosztályvezetőjeként működött. 1949-ben kizárták a pártból. 1949-től 1961-ig az Egyetemi Könyvtárban dolgozott. 1961-től vezette az Országos Széchenyi Könyvtár Könyvtártudományi és Módszertani Központ tudományos és szakkönyvtári osztályát. 1953-tól az Eötvös Loránd Tudományegyetem könyvtártudományi tanszékén tanított előbb adjunktusként, majd docensként. A bibliográfia és a tájékoztatás elméletével foglalkozott. A Hungarika Irodalmi Szemle megindítója (1971).
Felesége Lonkai Ilona volt, Lonkai Géza és Schleiffer Janka lánya, akinek két gyermeke született első házasságából (Miklós és István).
A Farkasréti temetőben helyezték végső nyugalomra.

## Művei
- Olvasószolgálat (Budapest, 1953)
- A természettudományok történetének tanulmányozásához szükséges segédkönyvek válogatott bibliográfiája (Budapest, 1954)
- A közművelődési könyvtárak legfontosabb segédkönyvei (Budapest, 1955)
- A hungarica-bibliográfia néhány problémája (Budapest, 1958)
- Bibliográfiai alap ismeretek (Tordayné Páter Erzsébettel, Budapest, 1960)
- A magyar nemzeti bibliográfia (Budapest, 1961)
- Útmutató a tudományos munka magyar és nemzetközi irodalmához (Vértesy Miklóssal, Budapest, 1963)
- Bibliográfia és „bibliográfia” (Budapest, 1974)
- Egy könyvtárosi életpálya és tanulságai. Emlékezés Kőhalmi Bélára (Budapest, 1980)

## Díjai, elismerései
- Szabó Ervin-emlékérem (1981)